# X-Men: First Class

Algemene logo van X-Men.

X-Men: First Class is een superheldenfilm, gebaseerd op de stripreeks X-Men van Marvel Comics. Het is de vijfde film gebaseerd op deze stripreeks. De film is een prequel op X-Men en mogelijk het eerste deel in een nieuwe trilogie. Het verhaal speelt zich af tijdens de Cubacrisis van 1962.
De regie van de film is in handen van Matthew Vaughn. Hoofdrollen worden gespeeld door James McAvoy, Michael Fassbender, Kevin Bacon en January Jones. De film ging op 3 juni 2011 in première en werd positief ontvangen.

## Verhaal
De film begint in een Duits concentratiekamp tijdens de Tweede Wereldoorlog. Nazi-wetenschapper Dr. Schmidt onderzoekt de jongen Erik Lensherr, die lijkt te beschikken over de bovenmenselijke gave om metaal te manipuleren. Dit wordt bewezen wanneer Erik, kwaad over het feit dat zijn moeder voor zijn ogen gedood wordt, de kamer waar hij zich bevindt vernietigt en twee bewakers doodt.
In een landhuis in Westchester County ontmoet de jonge telepaat Charles Xavier de dakloze gedaanteveranderaar Raven. Hij is blij eindelijk iemand te ontmoeten die ook “anders” is, net als hij, en nodigt haar uit bij hem te komen wonen.
In 1962 is de nu volwassen Erik Lensherr nog altijd op jacht naar Schmidt voor wraak. Ondertussen werkt in Engeland Charles Xavier aan zijn proefschrift over genmutatie. Raven is nu officieel zijn stiefzus. In Las Vegas maakt CIA-agente Moira MacTaggert kennis met Sebastian Shaw, Emma Frost en Azazel: leden van de Hellfire Club. Shaw is in werkelijkheid Schmidt; hij is ook een mutant met de gave zichzelf jong te houden via energieabsorptie. MacTaggert zoekt Xavier op en overtuigt hem en Raven om bij de CIA te komen. Tevens overtuigt ze directeur McCone van het bestaan van mutanten en de bedreiging die Shaw vormt. Xavier, Raven en andere mutanten kunnen volgens haar echter helpen Shaw te verslaan. Hierop wordt de "Division X"-faciliteit opgericht.
Al snel komen meer mutanten bij Division X, die allemaal codenamen krijgen. Onder hen bevinden zich Lensherr (die door Xavier werd gered van verdrinking en zich nadien Magneto gaat noemen), Hank McCoy (Beast), Angel Salvadore(Tempest), Armando Muñoz (Darwin), Alex Summers (Havok), en Sean Cassidy (Banshee). Raven neemt de naam Mystique aan, en Xavier de naam Professor X.
Xavier en Lensherr vangen Frost wanneer deze een Sovjet-generaal wil ontmoeten. Ondertussen vallen Azazel, Riptide en Shaw Division X aan, waar ze iedereen doden behalve de jonge mutanten. Angel sluit zich bij Shaw aan. Darwin wordt ook gedood. Wanneer Xavier terugkeert, brengt hij de overlevenden naar zijn landhuis voor verdere training. McCoy ontwerpt voor het team tevens uniformen en een speciale jet.
Dan barst de Cubacrisis los, mede in gang gezet door Shaw die zo hoopt de Derde Wereldoorlog te ontketenen en de weg vrij te maken voor mutanten om de mensheid te verdringen. Lensherr blijkt het ondertussen goed te kunnen vinden met Mystique; hij overtuigt haar om haar mutatie te accepteren. McCoy probeert een geneesmiddel te vinden tegen de fysieke mutaties van sommige mutanten, maar dit heeft een averechts effect daar het hem verandert in een beest met een blauwe vacht.
In de climax van de film trekken de mutanten ten strijde tegen Shaw en de Sovjets. Magneto doodt Shaw, ondanks protesten van Xavier, en wreekt zo zijn moeder. In het gevecht wordt Xavier getroffen door een kogel en raakt verlamd. Na het gevecht vertrekt Magneto met Mystique, Angel, Riptide en Azazel om naar eigen inzicht nieuwe mutanten te helpen daar de wereld nu van hun bestaan weet. Xavier en de andere mutanten keren terug naar het landhuis, dat door Xavier omgebouwd wordt tot een school.

## Rolverdeling
| Acteur             | Personage                      | Opmerkingen      |
| ------------------ | ------------------------------ | ---------------- |
| James McAvoy       | Professor Charles Xavier       |                  |
| Michael Fassbender | Erik Lehnsherr / Magneto       |                  |
| Kevin Bacon        | Sebastian Shaw                 |                  |
| Rose Byrne         | Moira MacTaggert               |                  |
| Nicholas Hoult     | Dr. Henry "Hank" McCoy / Beast |                  |
| Jennifer Lawrence  | Raven / Mystique               |                  |
| January Jones      | Emma Frost / White Queen       |                  |
| Oliver Platt       | Man in het zwart               |                  |
| Zoë Kravitz        | Angel Salvadore                |                  |
| Caleb Landry Jones | Sean Cassidy / Banshee         |                  |
| Lucas Till         | Alex Summers / Havok           |                  |
| Edi Gathegi        | Armando Muñoz / Darwin         |                  |
| Laurence Belcher   | Jonge Charles Xavier           |                  |
| Bill Milner        | Jonge Erik Lehnsherr           |                  |
| Jason Flemyng      | Azazel                         |                  |
| Álex González      | Janos Quested / Riptide        |                  |
| Morgan Lily        | Jonge Raven                    |                  |
| Annabelle Wallis   | Studente                       |                  |
| Corey Johnson      | Chef Warden                    |                  |
| Demetri Goritsas   | Levene                         |                  |
| Don Creech         | William Stryker                |                  |
| Matt Craven        | CIA-hoofd McCone               |                  |
| Glenn Morshower    | Kolonel Hendry                 |                  |
| James Remar        | Amerikaanse generaal           |                  |
| Rade Serbedzija    | Russische generaal             |                  |
| Ray Wise           | Staatssecretaris VS            |                  |
| Michael Ironside   | Amerikaanse marine kapitein    |                  |
| Éva Magyar         | Edie Lensherr, Eriks moeder    |                  |
| Sasha Pieterse     | Tienermeisje                   |                  |
| Hugh Jackman       | Wolverine                      | cameo, onvermeld |
| Rebecca Romijn     | Volwassen Mystique/Raven       | cameo, onvermeld |

## Achtergrond

### Filmmuziek
De Britse groep Take That heeft de song Love Love toegediend aan de film.

### Ontwikkeling
In april 2006, een maand voor de première van X-Men: The Last Stand, onthulde schrijver Zak Penn dat hij was benaderd voor het schrijven van een spin-offfilm. In 2007 maakte hij bekend dat de spin-off zou draaien om de jongere X-Men. Het idee voor de film kwam volgnes Penn van Mike Chamoy. Penn liet zich tevens inspireren door de stripreeks X-Men: First Class In mei 2008 was een andere schrijver, Josh Schwartz, reeds begonnen een scenario uit te werken rondom dit idee. Hij werd ook gezien als potentiële regisseur maar Fox benaderde hiervoor Bryan Singer, regisseur van X-Men en X2.
Fox en Marvel Studios besloten het door laten gaan van de film af te laten hangen van het succes van een andere geplande X-Men film; X-Men Origins: Magneto Deze film werd echter nooit geproduceerd, en stukken van het verhaal werden verwerkt in het scenario voor First Class. Ashley Edward Miller en Zack Stentz werden ingehuurd het scenario verder te herschrijven. Singer verliet in maart 2010 het project om te gaan werken aan een verfilming van Jack the Giant Killer. Matthew Vaughn nam in mei 2010 zijn plaats in. Tevens maakte Fox bekend de film in juni 2011 uit te zullen brengen.
Vaughn wilde van X-Men: First Class een film maken vergelijkbaar met Star Trek; een bekende franchise nemen en deze een heel nieuwe weg in laten slaan.

### Opnamen
De eerste opnamen vonden plaats op 31 augustus 2010 in Oxford, Engeland, waaronder aan de University of Oxford. Daarna vertrok de crew naar Pinewood Studios in Iver, en vervolgens naar Georgia. In Georgia werd gefilmd op Jekyll Island, Thunderbolt en Savannah. Verder vonden enkele opnamen plaats in Rusland.

### Uitgave en ontvangst
De eerste trailer van de film werd op 10 februari 2011 uitgebracht. Een Russische trailer volgde op 15 maart 2011.
X-Men: First Class ging in première in 3641 bioscopen, en bracht in het eerste weekend $55.1 miljoen op. Dit was lager dan de vorige X-Men films, X-Men: The Last Stand ($102.7 miljoen), X2: X-Men United ($85.5 miljoen), en X-Men Origins: Wolverine ($85.0 miljoen), maar iets hoger dan dat van de originele film ($54.5 miljoen).
Reacties van critici op de film waren doorgaans positief. Op Rotten Tomatoes scoort de film 86% aan goede beoordelingen.